# ブロードウェイ駅 (BMTアストリア線)
ブロードウェイ駅 (Broadway) はクイーンズ区アストリアの31丁目-ブロードウェイ交差点上にあるニューヨーク市地下鉄BMTアストリア線の駅である。終日N系統が運行されており、平日にはW系統も運行される。

## 駅構造
| P ホーム階 | 相対式ホーム、右側扉が開く | 相対式ホーム、右側扉が開く                                                                                                 |
| P ホーム階 | 南行緩行線                 | ← コニー・アイランド-スティルウェル・アベニュー駅行き（36番街駅） ← 平日のみ：ホワイトホール・ストリート駅行き（36番街駅） |
| P ホーム階 | 混雑方向急行線             | ← 定期列車なし |
| P ホーム階 | 北行緩行線                 | → アストリア-ディトマース・ブールバード駅行き（30番街駅）→                                                                 |
| P ホーム階 | 相対式ホーム、右側扉が開く | |
| M          | 改札階                     | 改札口、駅員詰所、メトロカード自動券売機                                                                                   |
| G          | 地上階                     | 出入口 |

当駅は1917年2月1日に開業した高架駅で 、他のアストリア線の駅と同様にIRTの区間として開業し、BRT（後のBMT)と共同運行が行われていた。
2面3線の相対式ホームを備えている。中央の線路は営業運転には使用されていないが、ごく最近の2002年までは定期的に使用されていた。屋根やメザニンは木造で、南行線ホームにだけ風除けが設置されている。
MTAの2015年-2019年投資計画では、当駅ほか30駅を最大6ヶ月間休止して全面的な修繕工事を行うことになっていた。2018年7月2日から翌2019年1月24日にかけて行われた修繕工事に伴い、携帯電話サービスやWi-Fi、充電ステーションが設置され、サイネージや駅舎照明が刷新された。

### 出口
改札階は30番街駅に似た造りで、ホーム下に設置されている。ブロードウェイと31丁目交差点の北東・南東・北西・南西に接続している。北東の階段は2019年に増設された。